# Федеряев, Александр Алексеевич
 Федеряев, Александр Алексеевич  (род. 30 января 1962 года) — артист Башкирского республиканского русского Драматического театра. Заслуженный артист Российской Федерации (2014). Народный артист Республики Башкортостан (2004).

## Биография
Александр Федеряев родился 30 января 1962 года в посёлке Кропачёво Челябинской области.
Будучи призван в армию, принимал участие в боевых действиях в Афганистане.
В 1983 году окончил УГИИ (курс П. Р. Мельниченко).
С 1983 года работает в Башкирском республиканском русском Драматическом театре. Имеет амплуа «отрицательных» персонажей.
Член Союза театральных деятелей (1990).

## Роли в спектаклях
Валер («Тартюф» Мольера), Шантеклер (одноим. пьеса Э.Ростана), Петруччио («Укрощение строптивой» У.Шекспира), Дон Мануэль («Дама невидимка» П.Кальдерона); рус.: Красильников («Царь Фёдор Иоаннович» А. К. Толстого; дебют, 1983), Подхалюзин («Банкрот, или Свои люди — сочтёмся!»), Мизгирь («Снегурочка»; обе — А. Н. Островского), Жевакин («Женитьба» Н. В. Гоголя) драматургии, Арбенин («Маскарад» М. Ю. Лермонтова).

## Роли в кинофильмах
Николай («Серая мышь»), Банкир («Ловец ветра»), Лев Сен-Лоран («Мегаджунглис»)., Селиверстов в фильме «Медведь» (2005; ООО «Студия Vis¬ta Vision»)

## Награды и звания
- Заслуженный артист Российской Федерации (2014).
- Народный артист Республики Башкортостан (2004).
- Заслуженный артист Республики Башкортостан (1998).
- Дипломант Всесоюзного конкурса актёрской песни имени Андрея Миронова (Нижний Новгород, 1994).

## Сочинения
- Лирика. Уфа, 1999;
- Сказание о пылком Абду Малеке и о луноликой Зану, или Поэма о страсти. Уфа, 2004.